# Air Mumu
Air Mumu is een bestuurslaag in het regentschap Kerinci van de provincie Jambi, Indonesië. Air Mumu telt 548 inwoners (volkstelling 2010).